# Pamela Tajonar
Pamela Tajonar Alonso, née le 2 décembre  1984, est une footballeuse internationale mexicaine qui évolue au poste de gardienne de but au  FC Barcelone.

## Biographie

### En équipe nationale
Avec l'équipe du Mexique, elle participe à deux Coupes du monde, en 2011 puis en 2015.
Elle dispute également les Jeux olympiques d'été de 2004 organisés en Grèce.